# Nello Iacchini
Nello Iacchini (* 7. Juli 1919 in Saltara; † 25. Oktober 1977 in Pesaro) war ein italienischer Partisan der Resistenza, der Widerstandsbewegung am Ende des Zweiten Weltkriegs gegen die deutsche Besatzungsmacht in Norditalien und die dortige faschistische Italienische Sozialrepublik.
Er wurde dadurch bekannt, dass er am 26. August 1944 dem britischen Premierminister Winston Churchill und dem Oberbefehlshaber der Alliierten Streitkräfte in Italien, General Harold Alexander das Leben rettete. Iacchini war im Anschluss die erste Person, die von Alexander die Auszeichnung Certificato al Patriota (auch: Brevetto Alexander) erhielt.

## Historischer Hintergrund
Die Geschichte von Nello Iacchini wurde 2001 durch einen Artikel in der Lokalausgabe der Tageszeitung Il Messaggero öffentlich, erlangte aber erst 2004 größere Bekanntheit, nachdem Giancarlo Iacchini einem Reporter der Londoner Times die Geschichte seines Vaters erzählte.
Iacchini kämpfte in der von der kommunistischen Partei geführten Brigade Garibaldi Bruno Lugli, die 1944 in der Provinz Pesaro und Urbino operierte.
Churchill war im Sommer 1944 nach Italien gekommen, um den Beginn des Angriffs der 8. britischen Armee (Operation Olive) auf die von den Deutschen eingerichtete sogenannte Gotenstellung zu beobachten. In der Provinz Marken war Churchill in Begleitung General Alexanders und einer Eskorte nach Montemaggiore al Metauro im Foglia-Tal unterwegs. Kurz bevor sie in der Nähe der Ortschaft Saltara auf der Hauptstraße vorbei fuhren, hatten Iacchini und zwei weitere Partisanen einen deutschen Soldaten entdeckt. Dieser lag mit einem Mörser bewaffnet im Hinterhalt nahe der Straße. Die Partisanen entwaffneten den Deutschen, nahmen ihn gefangen und übergaben ihn der kanadischen Armee, ohne von Churchills Nähe zu wissen.
Nach Auskunft seines Sohnes blieb Nello Iacchini zeitlebens Mitglied der kommunistischen Partei, hatte aber eine sozialistisch-demokratische Einstellung. Er betrieb nach dem Krieg einen Schuhladen in Pesaro.
Eine intensive Korrespondenz über diesen Vorfall mit Arrigo Boldrini aus dem Jahr 1974 ist im Winston Churchill Museum in Montemaggiore al Metauro aufbewahrt. 2015 benannte die damals noch selbständige Gemeinde Saltara einen Park nach Nello Iacchini.